# Cleantioides annandalei
Cleantioides annandalei är en kräftdjursart som först beskrevs av Tattersall 1921.  Cleantioides annandalei ingår i släktet Cleantioides och familjen Holognathidae. Inga underarter finns listade i Catalogue of Life.